# 蘇紹連
蘇紹連（1949年12月8日—），臺中市沙鹿區人，臺灣詩人。主要使用的筆名為米羅‧卡索。蘇紹連長期活躍於網路，並透過前衛實現性質的現代詩在網際網路發展過程中留下許多被討論的創作，長期經營個人部落格，現為《臺灣詩學吹鼓吹詩論壇》主編。蘇紹連對詩有很多的嘗試，從寫詩的手法、形式到作詩所使用的介面、表現方式等。手法如古詩的重寫、自我的分裂、物我交換之類的，形式則有散文詩、台語華語混搭詩。詩的載體從紙張到網際網路，表現方式從文字、影像、聲音到超文本。

## 學經歷
蘇紹連在1949年12月8日出生於臺中縣沙鹿鎮，而且之後都住在這裡，沒有離開。他曾就讀沙鹿國小、清水中學初中部和臺中師範專科學校美術系，之後為台中師範學院語教系碩士，畢業後回到母校沙鹿國小任教，現已退休。
1968年，他在臺中師範專科學校讀書時，與洪醒夫、蕭文煌等人一起創辦了《後社》詩社，但是直到服役的時候才開始對外投稿。不過在1969年的時候，他的第一首詩作〈茫顧〉，由洪醒夫帶到臺北請周夢蝶先生指正，周夢蝶先生推薦給了由當時各個詩社聯合組成的詩宗社，把〈茫顧〉這首詩發表在第一號叢書《雪之臉》上，因為這樣蘇紹連就正式的踏入詩壇。
1971年，蘇紹連短暫加入了施善繼、林煥彰、辛牧、喬林、蕭蕭、景翔等人共組的《龍族》詩社，卻又很快地退出。在隔年回到台中，與 陳義芝、莫渝、李勤岸、楊亭、掌杉、廖莫白、許茂昌、蕭蕭等人重整《後社》詩社，發行詩刊，並在1974年將其改名為《詩人季刊》。他也在90年代與 向明、白靈、李瑞騰、蕭蕭、渡也、游喚、尹玲等人組成《詩學季刊》。
他以米羅‧卡索為筆名，在1998年設立「臺灣詩土網站」和「現代詩的島嶼」網頁，開始創作網路詩。在2000年的時候建立「Flash超文學」的個人超文本作品網站，又在2003年設立「台灣詩學吹鼓吹詩論壇」網站。

## 風格與手法
詩人蕭蕭和莫渝都曾提到蘇紹連創作詩時，每次用的手法都不相同，但也都會與之後創作的詩有連結，而且注定會走向悲劇的結局。他自己曾在訪談中說過：「黑色是適合我的詩的風格。」林燿德在〈黑色自白書〉一文中也指出蘇紹連有沉抑的悲劇意識和陰冷的觀物態度，從《茫茫集》時期用冷筆寫自我想像的超現實詭譎情境，到後面逐漸轉向現實批判，蘇紹連的詩總是運用每個時代的風格主義，創作出悚慄的氛圍。
但是蘇紹連也有詩集是較兒童向的，如《童話遊行》、《臺灣鄉鎮小孩》，雖然較為平易近人，但仍帶有蘇紹連對自己內心審視的筆觸。
蘇紹連的散文詩，莫渝認為表現最為突出，且成果豐碩，而散文詩指的是詩的外在形式而非詩的語言，它有別於一般現代詩的分行形式，它是分段書寫的。古文變奏是將古典素材現代化，是蘇紹連在《茫茫集》中常用的寫法，有名的例子有〈春望〉、〈江雪〉、〈月亮的民謠〉，這三首詩分別以杜甫、柳宗元、李白的詩作進行延伸和再創造。蘇紹連在《茫茫集》中還有做的是將現實現象超現實化。在主客體方面，會對調來造出奇妙的句子，例如〈魂〉：「什麼水是船隻」這樣，〈魂〉整首詩都是用主客位置對調的方式作成，與蘇紹連在《茫茫集》中有的另一項特點，都被認為是對文字進行遊戲，這項特點就是「具象名詞＋動詞＋抽象名詞」，〈地上霜〉整首都是用此種語法構成，舉其中一句為例：「星的森林吞蕭條」，這種語法所表現的是人世間由實到虛的過程，原來繁榮的寫景變成空虛的抽象概念。
《驚心散文詩》中的作品，洛夫認為是蘇紹連對自我審視和內心觀照的辯證過程，蘇紹連的詩總呈現出冷酷的負面經驗，自我審視為處理生命中深層悲哀的心理過程。有兩種方式：第一種是「變形」，第二種是「物我交感」。變形如同卡夫卡寫小說那樣，必須先形成自我的分裂，之後使本然的我與另一個內在觀照的我進行對話，導致彼此相互糾纏、對抗、融合。有時自我會化裝成另一個形象出現，參照〈膿包〉這首詩。通過變形後，得以認清自我本來的面目，進而達成存在的自覺，變形的詩例為〈獸〉這首詩。物我交感強調我與物關係的換位，並表現二者關係調整後所產生的新意，如〈七尺布〉和〈削梨〉。〈七尺布〉的後段是布與我關係的對換，通過布的剪裁，以我換布，表現我的成人與成人的痛苦。

## 作品

### 紙本詩集
- 《茫茫集》（彰化：大昇出版社，1978）[15]
- 《童話遊行─蘇紹連詩集》（臺北：尚書文化出版社，1990）[15]
- 《驚心散文詩》（臺北：爾雅出版社，1990）[15]
- 《河悲》（臺中：臺中縣立文化中心，1990）[15]
- 《隱形或者變形》（臺北：九歌出版社，1997）[15]
- 《我牽著一匹白馬》（臺中：臺中市立文化中心，1998）[15]
- 《臺灣鄉鎮小孩》（臺北：九歌出版社，2001）[15]
- 《草木有情》（臺北：秀威資訊科技公司，2005）[15]
- 《大霧》（臺中：臺中市文化局，2007）[16]
- 《散文詩自白書》（臺北：唐山出版社，2007）[17]
- 《私立小詩院》（臺北：秀威資訊科技公司，2009）[18]
- 《蘇紹連集》（臺灣文學館，2010）[19]
- 《孿生小丑的吶喊》（臺北：爾雅出版社，2011）[20]
- 《少年詩人夢》（釀出版，2013）[21]
- 《時間的影像》（臺中：臺中市政府文化局，2014）[22]
- 《時間的背景》（釀出版，2015）[23]
- 《時間的零件》（新世紀美學出版社，2016）[24]
- 《鏡頭回眸─詩與影像的思維》（新世紀美學出版社，2016）[25]
- 《無意象之城》（臺北：秀威資訊科技公司，2017）[26]

#### 童詩
- 《雙胞胎月亮》（臺北：三民書局，1997，藍珮禎圖）
- 《穿過老樹林》（臺北：三民書局，1998，陳致元圖）[15]

#### 刊物
- 《後浪詩刊》（1972年開始，共出了12期）
- 《詩人季刊》（由《後浪詩刊》改名，1974年開始，共出了18期）[27]
- 《吹鼓吹詩人叢書》（每年6冊，臺北：秀威資訊科技公司，2009）

### 非詩類的作品

#### 小說
- 《線索》（小說極短篇，1980年獲聯合報小說極短篇獎）[28]
- 《森林夢境》（意象轟趴密室，2005年）[29]

#### 其他
- 《兒童樹》（兒童寫作指導專書，1986年出版）[30]

## 榮譽與獎項
- 1969年，教育廳學生文藝創作獎大專組小說獎
- 1973年，臺中縣國語文競賽教師組作文第一名
- 1974年，創世紀二十週年詩創作獎
- 1980年，《父親與我》獲第十六屆國軍文藝金像獎長詩銅像獎
- 1980年，《線索》獲聯合報小說極短篇獎
- 1981年，《小丑之死》獲第四屆中國時報文學獎敘事詩佳作
- 1981年，《大開拓》獲第十七屆國軍文藝金像獎長詩銅像獎
- 1982年，《雨中的廟》獲第五屆 中國時報文學獎敘事詩優等獎
- 1983年，《深巷》獲第六屆中國時報文學獎新詩評審獎
- 1984年，《三代》獲第七屆中國時報文學獎新詩評審獎
- 1988年，《童話的遊行》獲第十一屆中國時報文學獎新詩首獎
- 1989年，《呼喊自己》獲台灣新聞報西子灣副刊文學獎新詩首獎
- 1990年，中國文藝協會頒發中國文藝獎章新詩獎
- 1990年，《童話遊行》詩集獲第十三屆中興文藝新詩類獎章
- 1990年，《安莉的腳和樹的手》獲第十七屆洪健全兒童文學獎童話優選
- 1990年，《媽媽眼中的孩子》獲第十七屆洪健全兒童文學獎童詩優選
- 1991年，《小孩與昆蟲的對話》獲聯合報文學獎新詩獎
- 1997年，臺中縣文藝作家協會頒發文鋒獎章
- 1997年，榮獲1996年度詩選詩人獎
- 1997年，《和一位詩人銅像相遇》獲教育部文藝創作獎詩類第三名
- 1998年，《世紀末台灣新戀曲》組詩獲第二屆臺灣文學獎現代詩佳作
- 2002年，獲台中市大墩文學獎貢獻獎
- 2004年，獲年度詩選(二魚文化出版)詩人獎

## 外部連結
1. 台灣作家作品目錄資料庫——蘇紹連 （页面存档备份，存于）